# Diabasis
Edizioni Diabasis è una casa editrice indipendente italiana fondata nel 1988 a Reggio Emilia da Alessandro Scansani e Giuliana Manfredi insieme a oltre novanta soci riuniti in una Società a responsabilità limitata, con sede a Parma.

## Storia
Fondata a Reggio Emilia vi ha avuto sede fino al 2012.  In seguito alla scomparsa del suo fondatore Alessandro Scansani e al passaggio sotto il controllo della Diaroads presieduta da Mauro Massa, dirigente della Chiesi Farmaceutici, trasferisce i propri uffici in piazza Duomo a Parma, per poi trasferirsi nuovamente in stradello san Girolamo. 
Il progetto editoriale indipendente e plurale di Scansani si ispirava alla scuola filosofica di Emmanuel Mounier nell’intento di vivere senza sottomissioni la propria contemporaneità, “coltivando civili passioni all'incrocio dei riformismi”. Radicata al territorio, ma con forte inclinazione alla contaminazione, nel rispetto del rigore dovuto ai metodi e alle discipline, come rimarcato da Claudio Magris sul Corriere della Sera, Diabasis si segnaló per la qualità delle scelte editoriali, di prevalente natura umanistica (letteratura, filosofia, scienze umane e sociali, storia) affermandosi come una delle case editrici più interessanti e innovative degli anni Novanta e attestandosi, in seguito, tra gli editori di media grandezza. 

## Narrativa
Seppur sia forte, nella sua storia, l’impronta lasciata dalle collane di paesaggio, arte, storia del territorio e filosofia, l’editore è noto soprattutto per la collana di narrativa “Al buon corsiero” tra i cui titoli spiccano: Il signor Kreck di Juan Octavio Prenz, La generazione dell’utopia di Pepetela, Lettere a una sconosciuta di Giovanni Michelucci, Balcone e altre poesie di Evgenij Rejn, Nella città del pane e dei postini di Giorgio Messori, I giardini cifrati di Carlo Frabetti, Ci sono le fate a Stoccolma di Rino Genovese, Il viaggio di Abdu di Eugenio Turri, Sposi a Manhattan di Manlio Cancogni, La corrispondenza di Fradique Mendes. Memorie e note di José Maria Eça un de Queirós, Dalla stiva di una nave blasfema di Francesco Permunian, Sul Portogallo di Fernando Pessoa, Il pioppo genuflesso di Emilio Zucchi, Secolo. Cento e una storia di un secolo di Aleksandar Gatalica, Il tempo delle capre di Luan Starova, L’agenzia di viaggi di Roberto Amato, Il bambino che viveva nello specchio di Rocco Brindisi. Sono numerosissimi gli autori pubblicati da Diabasis noti al grande pubblico e vincitori di premi nazionali e internazionali: Afonso Henriques de Lima Barreto, Nicolas Bouvier, Domenico Cacopardo, Giorgio Prodi, Gino Montesanto per citarne alcuni.

## Cucina e itinerari
Cospicua è la quantità di pubblicazioni, anche a preponderanza fotografica, dedicate al paesaggio dell’Emilia, alla regione del Po e dell’Appennino, nonché ai relativi itinerari del cibo. Oltre a una corposa letteratura gastronomica, tra i cui titoli spiccano il ricettario La cucina di Parma (Augusto Farinotti, Edoardo Raspelli) e i trattati Cibo è potere, Il piacere della tavola e Parma capitale della gastronomia di Giovanni Ballarini, Diabasis ha prodotto anche guide alternative come Parma Best Restaurants & food producers (i cui suggerimenti si basano su innovativi parametri ecologici) e La cucina delle corti, alla ricerca dei luoghi più autentici.

## Parma Capitale della cultura
Per celebrare l’anno di Parma Capitale italiana della cultura, Diabasis ha pubblicato un’antologia, Parma. I narratori raccontano la loro città, che raccoglie i racconti dei ventidue scrittori più rappresentativi del territorio: Novita Amadei, Davide Barilli, Domenico Cacopardo, Roberto Camussi, Guido Conti, Paolo Cioni, Anna Maria Dadomo, Luca Farinotti, Mario Ferraguti, Alberto Garlini, Teresa Giulietti, Gene Gnocchi, Gustavo Marchesi, Jacopo Masini, Tito Pioli, Marco Pozzali, Maria Pia Quintavalla, Antonio Riccardi, Beppe Sebaste, Valerio Varesi, Andrea Villani, Anna Zaniboni Mattioli. La presentazione del volume nel gennaio 2020 a Palazzo della Pilotta è stato uno dei pochissimi eventi del programma Parma 2020 che hanno potuto svolgersi prima della Pandemia di COVID-19. 
Nel 2019, un anno prima della nomina di Parma Capitale italiana della cultura, Diabasis pubblica la guida della città per bambini, scritta col carattere Bodoniano, "Parma, la petite Capitale", ideata e curata dall'illustratrice e designer Anna Bartoli. 
Nel 2021 è uscito il volume Parma. I nuovi narratori raccontano la loro città, che raccoglie una selezione di giovani autori emergenti.

## Collaborazioni
Diabasis collabora tradizionalmente con la Gazzetta di Parma, pubblicando molti dei volumi tematici che vengono distribuiti in allegato al quotidiano. Molto prolifica è poi la collaborazione con le Università e con diverse fondazioni bancarie e filantropiche. Da quest’ultimo contesto sono nate importanti pubblicazioni divulgative volte alla preservazione dei territori di molteplici aree geografiche.
Le edizioni Diabasis pubblicano anche Aurea Parma, rivista quadrimestrale di storia, arte e letteratura fondata nel 1912.